# G.F. Schroll
 Ikke at forveksle med Gustav Schroll.
Gustav Frederik Gottlieb Schroll (23. december 1849 på Lykkenssæde – 26. april 1937 på Bækkelund) var en dansk landmand, bror til Henning og Carl Adolf Schroll.

## Liv
Han var søn af arvefæster, landstingsmand Gustav Schroll og Johanne Amalie Frederikke født Bonde. Schroll tog præliminæreksamen fra Odense Latinskole 1867 og modtog sin praktiske landbrugsuddannelse på større gårde på Fyn og Lolland-Falster. Desuden fik han også indblik i mejerivæsen. 1872 blev han landbrugskandidat og var så virksom som forvalter bl.a. hos Edward Tesdorpf på Orupgård. 1875 fik han ansættelse som avlsforvalter på Holsteinborg, og fra 1884 havde han endvidere godsets mejeri i forpagtning og var fællesmejerist for landbrugerne på egnen.
1894 kom G.F. Schroll tilbage til sin fødeå og blev forpagter af Hollufgård ved Odense med tilhørende mølle. På denne gård stod han derudover fra 1902 i spidsen for handelsgartneri, indtil han 1913 gik på pension og flyttede til Odense. Den sidste halve snes år af sin alderdom boede han i Højrup nær sit barndomshjem.

## Betydning som landmand
Han var en af sin tids mest ansete landmænd på Fyn, og Schroll skrev meget, især i Ugeskrift for Landmænd, om såvel planteavl, økonomi og husdyrhold. I 1903 begyndte Fyens Stifts patriotiske Selskab at udskrive konkurrencer mellem markbrug, og Schroll blev formand for bedømmelsesudvalget. Fra 1905 var han medlem af Det Kongelige Danske Landhusholdningsselskabs bestyrelse. 1911–26 var Schroll formand for planteavlsudvalget i De samvirkende Landboforeninger i Fyens Stift og var tillige bestyrelsesmedlem (1916–23) i samme forening. Han var derudover formand for Odense Omegns Landboforening og medlem (1916–25) af Foreningen af danske Landbrugskandidaters bestyrelse og blev foreningens æresmedlem 1932. 1923 blev han Ridder af Dannebrog.

## Ægteskaber
Schroll blev gift 1. gang 7. marts 1882 i Matthæus Kirke med Andrea Bache (19. juli 1858 på Fyrendal – 10. februar 1907 på Hollufgård), datter af forpagter Carl Emil Bache (1816-1894) og Andrea de Fine Olivarius (1824-1858). Gift 2. gang 24. oktober 1908 i Vartov Kirke med Fanny Joelsson (31. december 1860 i Helsingør – 1. marts 1919 i Odense), datter af købmand Frederik Julius Joelsson (1815-1883) og Frederikke Wilhelmine Claudine Marie født Wismer (1827-1886).
Han er begravet på Fraugde Kirkegård.